# Читалище „Отец Паисий“ (Скопие)
Читалище „Отец Паисий“ е читалище в град Скопие, в Османската империя и в Царство България.
В Османската империя е учредено като Училищно дружество „Развитие“ на 1 септември 1874 година от български младежки групи и еснафи. В следващите му девет месеца дейността му нараства, но за след този период липсват сведения.
Основаването на читалище в Скопие след анектирането на града от Царство България по време на Втората световна война става по настояване на писатели от София, дошли в града по този повод. Скопското читалище „Отец Паисий“ е основано на 26 май 1941 година в къщата на Иван Пиперков, търговец, при когото по това време живее Димитър Чкатров. Около 20 интелектуалци от Скопие се събират там и основават читалището, като в управата за председател избират Димитър Гюзелев, който остава на този пост до закриването на читалището през септември 1944 година, а за секретар Кирил Жерновски. Читалището притежава помещение в Стопанската камара в Скопие.
През първата година след възстановяването читалището не проявява особена дейност, занимава се с даване на книги за четене. През втората година по настояване на Никола Коларов, инспектор при Дирекцията за национална пропаганда, Христо Зографов, директор на гимназията в Скопие, Савов, училищен инспектор и други, към читалището се образува народен университет. Инициативата всъщност е на Министерството на просветата. Народният университет започва своята дейност през есента на 1942 година. При откриването му говори скопския областен управител Димитър Раев, а Гюзелев разказва история за началото на възраждането в Македония. Повечето от приказките, представени от името на читалището през зимата на 1942 – 1943 година са с историческо съдържание.